# Gynoplistia bucera
Gynoplistia bucera är en tvåvingeart som beskrevs av Alexander 1923. Gynoplistia bucera ingår i släktet Gynoplistia och familjen småharkrankar. Inga underarter finns listade i Catalogue of Life.